# Metaphenomics
Metaphenomics  nghiên cứu bộ kiểu hình của thực vật hoặc các sinh vật khác bằng phương pháp phân tích tổng hợp. Mục tiêu chính là thiết lập các mối quan hệ phản ứng liều lượng của một loạt các đặc điểm kiểu hình cho một tập hợp lớn các yếu tố môi trường phi sinh học.

## Cơ sở lý luận
Một cách phổ biến để nghiên cứu ảnh hưởng của môi trường đến thực vật là thiết lập các thí nghiệm trong đó các nhóm cá thể của một loài được quan tâm được cho tiếp xúc với các mức độ khác nhau của một yếu tố môi trường (ví dụ: ánh sáng, cacbon dioxide - CO2), trong khi tất cả các yếu tố khác đều tương tự nhau. Những nghiên cứu này đã mang lại nhiều hiểu biết sâu sắc đối với cách thức mà các loài thực vật phản ứng với môi trường, nhưng có thể là thách thức để tích hợp bằng các công cụ của phân tích tổng hợp cổ điển. Một trong những lý do cho điều đó là các đặc điểm kiểu hình thường phản ứng với môi trường theo cách phi tuyến tính. Thay vì đánh giá sự khác biệt giữa các cây mọc trong môi trường 'ít CO2' và 'nhiều CO2', sẽ tốt hơn nếu lấy được các đường cong phản ứng liều lượng, trong đó có tính đến các mức CO2 mà các thí nghiệm được thực hiện. Metaphenomics sử dụng một phương pháp để tính toán các đường cong phản ứng liều lượng từ nhiều thí nghiệm khác nhau, và có thể áp dụng cho đặc điểm kiểu hình bất kỳ và nhiều biến môi trường.

## Phương pháp
Cốt lõi của phương pháp được sử dụng trong metaphenomics là chia tỷ lệ tất cả dữ liệu kiểu hình cho một loài hoặc một kiểu gen nhất định trên tất cả các mức của biến môi trường quan tâm (ví dụ CO2) theo giá trị mà chúng có ở giá trị tham chiếu của biến môi trường đó (ví dụ: nồng độ CO2 là 400 ppm). Theo cách này, sự thay đổi vốn có giữa các loài hoặc giữa các kiểu gen trong đặc điểm quan tâm được loại bỏ, vì đối với tất cả các thí nghiệm và loài, giá trị tỷ lệ ở 400 ppm sẽ là 1,0. Sau đó, các đường cong phản ứng liều lượng nói chung có thể được suy ra bằng cách khớp các phương trình toán học với dữ liệu.

## Kết quả
Các kết quả thường là một tập hợp các đường cong trong đó các đường cong phản ứng liều lượng cho một đặc điểm kiểu hình được so sánh với một loạt các biến môi trường khác nhau, hoặc trong đó nhiều đặc điểm kiểu hình khác nhau được phân tích cho phản ứng của chúng với một yếu tố môi trường. Điều này cung cấp một mô tả tổng quan đơn giản và định lượng về nhiều cách thức mà thực vật hoặc các sinh vật khác phản ứng với môi trường của chúng.